# Yugus arinus
Yugus arinus är en bäcksländeart som först beskrevs av Theodore Henry Frison 1942.  Yugus arinus ingår i släktet Yugus och familjen rovbäcksländor. Inga underarter finns listade i Catalogue of Life.